# De Hoven Passage
De Hoven Passage, meestal winkelcentrum In de Hoven, is een overdekt winkelcentrum in de stad Delft. Het winkelcentrum ligt tussen de Poptahof en de Voorhof in Delft Zuid, langs de Martinus Nijhofflaan. Het winkelcentrum telt ongeveer 60 winkels.
De eerste winkels kwamen er omstreeks 1970, vanuit het centrum van Delft achter de toen nieuwe Poptahof, op de hoek van de Papsouwselaan en de Martinus Nijhofflaan, in het gebied waar een paar jaar later, in 1975 de kantoortoren Torenhove werd gebouwd. Er kwam toen onder andere een winkel van De Gruyter, maar die is er sinds lange tijd niet meer. Het winkelcentrum werd in de loop van de tijd uitgebreid en er werd in 2002 een grote verbouwing voltooid. Torenhove staat tegen De Hoven Passage aan.
De winkels van de Hoven Passage en het gebouw aan de overkant van de Martinus Nijhofflaan, dat niet tot De Hoven Passage werd of wordt gerekend, hadden afgezien van een parkeerdek geen verdieping. Het hele gebied veranderde in 2017 en 2018 ingrijpend, toen er aan beide kanten van de Martinus Nijhofflaan flats werden gebouwd. De Hoven Passage bleef daarbij gespaard. Torenhove werd een woontoren en in 2020 van naam veranderd in Delft Hoog.
Tramlijn 1 rijdt door de Martinus Nijhofflaan met daar en aan de Papsouwselaan een halte.